# Wilhelm Ferdinand Kalle
Wilhelm (Jakob) Ferdinand Kalle (né le 19 février 1870 à Biebrich, mort le 7 septembre 1954 à Tutzing) est un chimiste, industriel et homme politique allemand, longtemps directeur général de Chemische Fabrik Kalle.

## Biographie
Il est le fils de Wilhelm Kalle, industriel dans la chimie. Son frère, Arnold Kalle (de), est officier et homme politique.
Il étudie la chimie à Genève, Strasbourg, Nuremberg et Dresde. Après ses doctorats en sciences naturelles et industrielles, il devient en 1897 associé de Chemische Fabrik Kalle. Avec la transformation de l'entreprise familiale en une société d'actionnaires, il devient en 1904 directeur général. Après la fusion avec IG Farben, il intègre le conseil en janvier 1926 et prend la tête de la présidence du conseil de surveillance de Kalle.
En plus de ses activités patronales, Kalle s'engage en politique. Après la Première Guerre mondiale, il rejoint le Parti populaire allemand fondé par Gustav Stresemann. En 1919, il est membre du parlement prussien puis de 1924 à 1932, du Reichstag.